# Ziębnik (dopływ Czerwienia)
Ziębnik (niem. Finkenfloss) – potok, lewy dopływ Czerwienia.
Potok płynie w Sudetach Zachodnich, w Karkonoszach. Jego źródła znajdują się na północnych zboczach Hutniczego Grzbietu, na wysokości 822 m n.p.m.  Płynie na północny wschód. Między Olszynką a Niedźwiednikiem, na obszarze Karkonoskiego Padołu Śródgórskiego skręca na wschód i w zachodniej części Przesieki wpada do Czerwienia.
Ziębnik przyjmuje jedynie kilka niewielkich, bezimiennych dopływów. Płynie po granicie i jego zwietrzelinie. Obszar zlewni Ziębnika porośnięty jest lasami świerkowymi. Wzdłuż dolnego i środkowego biegu potoku prowadzi szlak turystyczny żółty szlak turystyczny z Przesieki do Jagniątkowa.